# Dick Nanninga
Dirk Jacobus Willem "Dick" Nanninga (Groningen, 17 januari 1949 – Maaseik, 21 juli 2015) was een Nederlands voetballer.
Nanninga, een kopsterke spits, was een van de twee Nederlanders die ooit scoorden in de finale van een wereldkampioenschap voetbal en de enige die dat deed via een velddoelpunt. Hij maakte zes doelpunten in vijftien interlands voor het Nederlands elftal. In clubverband kwam hij lange tijd uit voor Roda JC. Voor deze club is hij topscorer aller tijden.

## Loopbaan
Nanninga kwam tot op 24-jarige leeftijd uit voor de Groninger amateurclub Oosterparkers. Deze vereniging speelde zijn thuiswedstrijden in hetzelfde stadion als FC Groningen, maar deze eredivisieclub wilde hem niet contracteren. Trainer Cor van der Gijp haalde hem in 1973 naar SC Veendam, waar hij zó opviel dat hij reeds een jaar later naar Roda JC werd getransfereerd. Daar speelde hij totaal acht seizoenen. Een transfer naar AFC Ajax ketste af, omdat hij ook een bloemen- en sportzaak in Kerkrade had.
Nanninga maakte zijn debuut voor het Nederlands elftal op 5 april 1978 in een oefenwedstrijd in en tegen Tunesië (0-4) in de voorbereiding op het WK 1978 en scoorde meteen tweemaal. Hij werd geselecteerd en speelde een belangrijke rol in het toernooi. Tijdens de wedstrijd tegen West-Duitsland (2-2) kwam hij een kwartier voor tijd in de ploeg. Ruim tien minuten later kreeg hij van de Uruguayaanse scheidsrechter Ramón Barreto eerst geel wegens een opstootje met Bernd Hölzenbein en direct daarna rood wegens protesteren. In de finale tegen gastland Argentinië was Nanninga er weer bij. Hij viel in voor Johnny Rep en scoorde acht minuten voor tijd middels zijn handelsmerk (een snoeiharde kopbal in de kruising) de gelijkmaker uit een voorzet van René van de Kerkhof. De wedstrijd eindigde na verlenging in 3-1 voor Argentinië.
Nanninga speelde als Roda JCer met het Nederlands elftal ook het Europees kampioenschap 1980, maar toen werd het Nederlands elftal in de eerste ronde uitgeschakeld. In totaal speelde Nanninga vijftien interlands, waarin hij zes keer scoorde. In februari 1981 speelde hij zijn laatste wedstrijd voor het Nederlands elftal, dat tegen Cyprus met 3-0 won. De wedstrijd werd in het Oosterparkstadion in Groningen gespeeld, de plek waar Nanninga met Oosterparkers zijn thuiswedstrijden speelde. Hij scoorde één keer.
Na een kort avontuur in 1982 bij Seiko SA in Hongkong speelde Nanninga nog vier seizoenen voor MVV. In 1986 beëindigde hij zijn profcarrière op 37-jarige leeftijd.

## Privéleven
Nanninga was getrouwd en had twee dochters en een zoon. Hij scheidde van zijn vrouw en woonde op latere leeftijd samen met een vriendin in het Belgische Neeroeteren, een deelgemeente van Maaseik.
De laatste jaren van zijn leven kampte hij met een slechte gezondheid. In 2012 werd zijn linkeronderbeen geamputeerd als gevolg van suikerziekte. Bij de operatie en tijdens de ziekenhuisopname traden complicaties op, waarna Nanninga enkele maanden in coma lag. In 2014 werd ook het rechteronderbeen van Nanninga geamputeerd.
Dick Nanninga overleed in 2015 op 66-jarige leeftijd in een ziekenhuis in Maaseik, waar hij enkele weken eerder was opgenomen met hoge koorts.

## Clubstatistieken
| Seizoen | Club            | Duels | Goals | Competitie                      |
| ------- | --------------- | ----- | ----- | ------------------------------- |
| 1973/74 | SC Veendam      | 31    | 15    | Eerste divisie                  |
| 1974/75 | Roda JC         | 32    | 13    | Eredivisie                      |
| 1975/76 | Roda JC         | 32    | 14    | Eredivisie                      |
| 1976/77 | Roda JC         | 34    | 11    | Eredivisie                      |
| 1977/78 | Roda JC         | 16    | 9     | Eredivisie                      |
| 1978/79 | Roda JC         | 31    | 23    | Eredivisie                      |
| 1979/80 | Roda JC         | 30    | 15    | Eredivisie                      |
| 1980/81 | Roda JC         | 21    | 12    | Eredivisie                      |
| 1981/82 | Roda JC         | 29    | 10    | Eredivisie                      |
| 1982/83 | Seiko Hong Kong | 20    | 2     | Hong Kong First Division League |
| 1983/84 | MVV             | 32    | 15    | Eerste divisie                  |
| 1984/85 | MVV             | 29    | 11    | Eredivisie                      |
| 1985/86 | MVV             | 6     | 0     | Eredivisie                      |
| Totaal  | Totaal          | 343   | 150   |                                 |